# Орден на Феникса
Орденът на Феникса (на английски: Order of the Phoenix) е тайна организация от поредицата книги Хари Потър, написана от Джоан Роулинг. Основан от Албус Дъмбълдор, за да се бори с Лорд Волдемор и неговите последователи, смъртожадните, Орденът дава името си на петата книга от поредицата Хари Потър и Орденът на феникса. Членовете в Ордена на феникса са Сириус Блек, Емелин Ванс, Нимфадора Тонкс, Бенджи Фенуик, Кингзли Шекълболт, Едгар Боунс, Лили Потър, Джеймс Потър, Стърджис Подмор, Карадок Диърборн, Бил Уизли, Чарли Уизли, Фльор Делакор, Алис Лонгботъм, Франк Лонгботъм, Доркас Медоуз, Албус Дъмбълдор, Хестия Джоунс, Ремус Лупин, Сивиръс Снейп, Абърфорт Дъмбълдор, Дедалус Дигъл, Минерва Макгонагъл и Марлийн Маккинън.

## Резюме
Преди да започне хронологията в Хари Потър – когато Лорд Волдемор обявява война на света на магьосниците – Албус Дъмбълдор, директор на училището за магия и вълшебство „Хогуортс“. почтен и могъщ гражданин в света на магьосниците, се опитва да поеме контрол над ситуацията, като основа Ордена на Феникса. Няколко героя се присъединяват към организацията, опитвайки се да попречат на Волдемор да превземе света на магьосниците и да установи тираничен нов световен ред. През този период, преди събитията от Хари Потър и Философският камък, Орденът претърпява тежки загуби, включително убийства на второстепенни герои като Прюет, Боунс и Макинош. Съпрузите Лонгботъм също са измъчвани до лудост от ръцете на Белатрикс Лестранж.
Първото царуване на терора на Волдемор приключва след убийството на Джеймс и Лили Потър и неуспешния опит за убийството на сина им, Хари Потър, в началото на поредицата. Проклятието се връща върху Волдемор и силно намалява силите му, в резултат на това Орденът е временно разпуснат поради липсата на каквато и да е допълнителна заплаха.
Когато Хари съобщава, че Волдемор се е завърнал, към края на Хари Потър и Огненият бокал, Дъмбълдор отново свиква Ордена. Много от първоначалните членове се връщат и скоро към тях се присъединяват новобранци, които на практика заменят онези, които са загинали по време на първия конфликт. Орденът установява седалището си на Площад Гримолд 12, родния дом на Сириус Блек, по време на интервала между четвъртата и петата книга от поредицата. Дъмбълдор е Пазител на тайната на Ордена, което означава, че само той може да разкрие местоположението на централата на Ордена на другите. Смъртта на Дъмбълдор в шеста книга прави мястото уязвимо и в резултат на това е изоставено в полза на Хралупата, дома на семейство Уизли.
Орденът води битката срещу Волдемор в петата книга, докато министърът на магията отказва да приеме завръщането на тъмния магьосник. В Хари Потър и Орденът на феникса някои членове на Ордена се редуват да пазят пророчеството на Сибила Трелони, което се отнася до падането на Волдемор и ролята на Хари в победата си. Рубиъс Хагрид, пазачът на „Хогуортс“ и член на първия Орден, е придружен от Олимпия Максим в опит да уговори великаните за каузата на Ордена. Някои членове също участват в битка в Отдел „Мистерии“ към края на петата книга. Членовете на Ордена патрулират в „Хогуортс“ в нощта на смъртта на Дъмбълдор в Нечистокръвния принц, борейки се със смъртожадните, които успяват да влязат в замъка.
Във финала на поредицата вниманието се насочва към ескортирането на главната цел на смъртожадните, Хари Потър, от дома семейство Дърсли до дома на семейство Уизли. По-късно в романа, след като Волдемор успява да превземе Министерството, някои членове на Ордена водят тайна пиратска радио програма, предоставяща новини за света на магьосниците, които режимът на Волдемор не иска населението да знае. По време на кулминацията на книгата по-голямата част от Ордена, подпомогнати от Армията на Дъмбълдор, персонала на „Хогуортс“ и по-големите ученици, включително членове на дом „Слидерин“, се бори срещу смъртожадните в битката за „Хогуортс“, в която няколко членове на Ордена и други съюзници губят живота си.

## Членове на Ордена

### Първи
Следните герои са членове на Ордена на феникса по време на първоначалното издигане на власт на Лорд Волдемор и няколко години преди основните събития от поредицата Хари Потър. Много от тези герои по-късно се присъединяват като членове на възродения орден.
| Герой                   | Описание |
| ----------------------- | --- |
| Сириус Блек             | Той е обвинен за предателството на Петигрю относно местонахождението на Джеймс и Лили Потър на Лорд Волдемор и за убийството на дванадесет мъгъли, свидетели на сблъсъка им по улиците, като по този начин е пратен в Азкабан без съдебен процес. Той бяга от затвора дванадесет години по-късно и разкрива предателството на Петигрю пред своя кръщелник Хари Потър. Сириус продължава да служи във възродения Орден и помага да победи двама смъртожадни в битка. Убит е от братовчедка си Белатрикс Лестранж в битка в Отдел „Мистерии“. |
| Едгар Боунс             | Убит заедно със съпругата и децата си от смъртожадни по време на Първата магьосническа война. Едгар Боунс е брат на ръководителката на Отдела за прилагане на магьосническия закон, Амелия Боунс. Неговата племенница, Сюзън Боунс, е ученичка в „Хафълпаф“, която постъпва заедно с Хари в Хогуортс и е член на Армията на Дъмбълдор. |
| Карадок Диърборн        | Изчезнал по време на Първата магьосническа война; вероятно убит от смъртожадни. |
| Дедалус Дигъл           | Среща Хари няколко пъти, преди да се разкрие, че е член на Ордена на феникса. Дигъл е част от гвардията, която помага на Хари да избяга от къщата на Дърсли в петата книга. В последната част от поредицата той помага на Дърсли да бъдат отведени в защитена зона. По-късно смъртожадните изгарят къщата му при нападение, но Дигъл остава невредим. Дигъл е изигран от Дейвид Брет във филмовата адаптация на Философският камък. |
| Елфиъс Додж             | Съученик на Дъмбълдор. Той пише прощална статия за Дъмбълдор в Пророчески вести и открито защитава почтеността на Дъмбълдор по време на последната част от поредицата. Той също е част от защитниците в петата книга. В Орденът на феникса Додж се играе от Питър Картрайт, но е заменен от Дейвид Райъл в Хари Потър и Даровете на Смъртта. |
| Абърфорт Дъмбълдор      | Брат на Албус Дъмбълдор. Съдържател и барман на Свинската глава в Хогсмийд и член на възродения орден. Способен да получи полезна информация за Ордена благодарение на поста си. Помага на Хари да избегне смъртожадните, като поканва него, Рон Уизли и Хърмаяни Грейнджър в кръчмата си и влизат в Хогуортс в Даровете на Смъртта. Той изпраща Доби да спаси Хари, Рон, Хърмаяни и други пленници от подземието на имението на Малфой. Той също така помага за защитата на училището по време на битката за Хогуортс, побеждавайки Август Рукууд. |
| Албус Дъмбълдор         | Основател на първоначалния Орден и го възражда след завръщането на Волдемор на власт. Директор на Хогуортс в продължение на няколко десетилетия. Смятан за най-великия магьосник на своето време и за единствения магьосник, от когото Волдемор някога се е страхувал. Притежател на Бъзовата пръчка. Убит от Снейп по собствено желание. |
| Бенджи Фенуик           | Открити са само „късчета от него“, дело на смъртожадните. |
| Арабела Фиг             | Възрастна безмощна жена, която е помолена от Дъмбълдор да пази Хари през детството му от дома си в своя квартал. Тя служи във възродения орден. |
| Мъндънгус Флечър        | Крадец и измамник, на когото Дъмбълдор веднъж помага „да се измъкне от затруднено положение“ и в замяна информира Дъмбълдор за неща, които чува от престъпния елемент на света на магьосниците. Той е неохотен член на групата, изпратена да вземе Хари в Даровете на Смъртта и изпада в паника, когато Волдемор го преследва, изчезвайки на неизвестно място и оставяйки Аластор Муди да бъде убит от Волдемор. |
| Рубиъс Хагрид           | Пазител на ключовете и дивеча в Хогуортс и учител по грижа за магически създания. Той е натоварен със задачата да спаси Хари от разрушената къща на Потър в Годрикс Холоу на Хелоуин през 1981 г. и да го отведе на летящия мотоциклет на Сириус до къщата на Дърсли. Служи във възобновения орден. По време на бягството от Дърсли, Хари и Хагрид са почти убити при катастрофата на летящия мотоциклет. |
| Алис и Франк Лонгботъм  | Родителите на Невил Лонгботъм. Те също са видни аврори и са „три пъти противопоставили се“ на Волдемор до 1981 г. Измъчвани до степен на лудост с проклятието Круциатус от група смъртожадни, водени от Белатрикс Лестранж, които търсели информация за местонахождението на Лорд Волдемор. Оттогава Франк и Алис живеят в затворено отделение на болницата за магически болести и наранявания „Свети Мънго“, оставяйки Невил да бъде отгледан от баба си по бащина линия и майката на Франк Августа Лонгботъм. Джеймс Пейтън изиграва Франк Лонгботъм за кратко в Орденът на феникса. |
| Ремус Лупин             | Върколак и член на първия Орден, също служи във възродения Орден като неразделна част от защитниците, пратени да пазят Хари Потър. В Затворникът от Азкабан той е учител по защита срещу черните изкуства, но по-късно е принуден да напусне, след като неговата тайна е разкрита пред учениците от професор Снейп. По-късно преминава в нелегалност, за да проникне в общността на върколаците, за да види чия страна ще заемат във войната. Убит от Антонин Долохов в битката за Хогуортс. Докато е ученик в Хогуортс, Ремус и тримата му най-добри приятели сформират сплотена група. Другите членове на групата са Джеймс Потър (бащата на Хари Потър), Сириус Блек (кръстникът на Хари Потър) и Питър Петигрю (той по-късно предава приятелите си, като става смъртожаден и причинява смъртта на родителите на Хари, Лили Еванс и Джеймс Потър). |
| Доркас Медоус           | Член на Ордена освен Потър, който е убит лично от Лорд Волдемор по време на Първата война. |
| Марлийн Маккинън        | Убита от смъртожадни (сред тях и Травърс, според Игор Каркаров) заедно с цялото си семейство. |
| Аластор "Лудоокия" Муди | Член на оригиналния орден по време на Първата магьосническа война. Извикан по време на пенсия от Албус Дъмбълдор, но е нападнат, хвърлен на дъното на сандък и имитиран от Бартемиус Крауч младши, тъй като той трябва да преподава защита срещу черните изкуства по време на Тримагическия турнир. Също така се присъединява отново, за да служи във възродения орден. Убит от Волдемор, докато придружава Мъндънгус Флечър (преобразен като Хари Потър) до убежището. Магическото му око по-късно е взето от смъртожадните и върнато от Хари. |
| Питър Петигрю           | Той преминава към смъртожадните и предава Джеймс и Лили Потър, което води до смъртта им. Служи на Волдемор по време на изгнанието му и му помага да възвърне телесната си форма, за което Волдемор го възнаграждава с магическа ръка. Той е убит от собствената си магическа ръка, след като Хари обявява, че Опаш, както е прякорът му, му е длъжник за спасяването на живота му. |
| Стърджис Подмор         | Служител в Министерството на магията, който пази Пророчеството. Арестуван е от охранител на Министерството за опит за проникване в Отдел „Мистерии“. За това той е осъден и пратен в Азкабан за шест месеца. Хари, Рон и Хърмаяни предполагат, че Луциус Малфой го е поставил под проклятието Империус. Веднъж той взима назаем една от мантиите невидимки на Муди и никога не я връща. |
| Джеймс и Лили Потър     | Родителите на Хари Потър, които се срещат за първи път в Хогуортс. Те са убити от Волдемор, който се опитва да убие петнадесетмесечния Хари. Те се скриват, за да се защитят, но Питър Петигрю ги предава на Волдемор. |
| Гидеон и Фабиан Прюет   | Братята на Моли Уизли, убити по време на Първата война. Моли подарява часовника на Фабиан на Хари за седемнадесетия му рожден ден. |
| Сивиръс Снейп           | След като научава, че Волдемор планира да убие Лили Потър, за да стигне до малкия Хари, Снейп се превръща в таен агент на Дъмбълдор срещу Волдемор. По-късно служи като двоен агент във Втората война. Той е учител по отвари в Хогуортс и неговият Патронус приема формата на сърна, същата като на Лили Потър, единствената, която той някога е обичал. Снейп оставя меча на Годрик Грифиндор на Хари в гората Дийн, използвайки своя Патронус. Убит от змията Нагини на Волдемор по време на битката за Хогуортс. |
| Емелин Ванс             | Част от защитниците, които помагат на Хари да избяга от семейство Дърсли в петата книга. Смъртожадните я убиват през лятото на 1996 г., докато тя защитава министър-председателя в света на мъгълите, по информация, която Снейп твърди, че е дал, както е описано в Хари Потър и Нечистокръвния принц. Въпреки това, тъй като е разкрито, че Снейп е работил на страната на Дъмбълдор през цялото време в Даровете на Смъртта, това поражда съмнения дали той наистина е предоставил информация, която може да бъде използвана, за да я убие. Тя е изиграна от Бриджит Милър в Орденът на феникса. |